# Hiroaki Samura
Hiroaki Samura (沙村 広明 Samura Hiroaki), född 17 februari 1970 i prefekturen Chiba, är en japansk serieskapare, och upphovsman till bland annat Blade of the Immortal.